# الحارث بن النعمان الليثي
الحارث بن النعمان الليثي، تابعي وراوي حديث ضعيف الرتبة، وهو ابن أخت سعيد بن جبير. روى له الترمذي حَدِيثًا وابن ماجة حديثًا.

## روايته للحديث النبوي
- روى عن: أنس بن مالك، والحسن البصري، وسعيد بن جبير وطاووس بن كيسان.
- روى عنه: ثابت بْن مُحَمَّد الزاهد، وجنادة بْن مروان الحمصي، والحارث بْن النعمان بْن سالم أَبُو النضر الأكفاني البزاز، وسَعِيد بْن أَبي سَعِيد الحميري، وسَعِيد بْن عمارة بن صفوان الكلاعي الحمصي، ونوح بْن قيس الحداني البَصْرِيّ.[1]
- الجرح والتعديل: قال أبو حاتم الرازي: «ليس بقوي فِي الحديث»، روى له الترمذي حَدِيثًا وابن ماجة حديثًا.[1]